# Hochverfügbarkeit
Hochverfügbarkeit (englisch high availability, HA) bezeichnet die Fähigkeit eines Systems, trotz Ausfalls einer seiner Komponenten mit einer hohen Wahrscheinlichkeit (oft 99,99 % oder besser) den Betrieb zu gewährleisten. Das Gegebensein von Robustheit gegen Benutzungsfehler und Hardware-Fehlertoleranz gilt als Grundvoraussetzung für die Bereitstellung bzw. Verwirklichung von Hochverfügbarkeit. Die essentiellen Funktionen eines Systems, das dem Kriterium der Hochverfügbarkeit genügen soll, dürfen nur innerhalb festgelegter Wartungszeiten oder allenfalls minimal zur Hauptbetriebszeit unterbrochen werden.

## Verfügbarkeit und Hochverfügbarkeit
Ein System wird als verfügbar bezeichnet, wenn es in der Lage ist, die Aufgaben zu erfüllen, für die es vorgesehen ist. Als Verfügbarkeit wird die Wahrscheinlichkeit bezeichnet, dass ein System innerhalb eines spezifizierten Zeitraums funktionstüchtig (verfügbar) ist. Die Verfügbarkeit wird als Verhältnis aus ungeplanter (fehlerbedingter) Stillstandszeit (= Ausfallzeit) und gesamter Produktionszeit eines Systems bemessen:
- {\displaystyle \mathrm {Verf{\ddot {u}}gbarkeit(in~Prozent)} =\left(1-{\frac {\mathrm {Ausfallzeit} }{\mathrm {Produktionszeit} +\mathrm {Ausfallzeit} }}\right)\cdot 100}

oder auch:
- {\displaystyle \mathrm {Verf{\ddot {u}}gbarkeit(in~Prozent)} =\left({\frac {\mathrm {Produktionszeit(uptime)} }{\mathrm {Produktionszeit(uptime)} +\mathrm {Ausfallzeit(downtime)} }}\right)\cdot 100}

Die genaue Definition von Hochverfügbarkeit kann variieren. Das Institute of Electrical and Electronics Engineers (IEEE) gibt folgende Definition:

“High Availability (HA for short) refers to the availability of resources in a computer system, in the wake of component failures in the system.”

Eine andere Definition der Hochverfügbarkeit lautet:

„Ein System gilt als hochverfügbar, wenn eine Anwendung auch im Fehlerfall weiterhin verfügbar ist und ohne unmittelbaren menschlichen Eingriff weiter genutzt werden kann. In der Konsequenz heißt dies, dass der Anwender keine oder nur eine kurze Unterbrechung wahrnimmt. Hochverfügbarkeit (abgekürzt auch HA, abgeleitet von engl. high availability) bezeichnet also die Fähigkeit eines Systems, bei Ausfall einer seiner Komponenten einen uneingeschränkten Betrieb zu gewährleisten.“

Die Frage, ab welcher Verfügbarkeitsklasse ein System als hochverfügbar einzustufen ist, wird je nach Definition der Verfügbarkeit unterschiedlich beantwortet.
Eine Verfügbarkeit von 99 % definiert im Allgemeinen keine Hochverfügbarkeit, sie wird allgemein heutzutage als grundlegend oder normal angesehen, zumindest bei qualitativ hochwertigen EDV-Geräten. Folglich wird von Hochverfügbarkeit erst ab 99,9 % oder höher gesprochen. Ob aber bereits 3*9 ausreichen oder erst 4*9 oder 5*9 ein System zum hochverfügbaren System machen, ist quellen- und herstellerabhängig sowie unter dem jeweiligen Einsatzszenario zu bewerten. Im Allgemeinen kann ein System als hochverfügbar eingestuft werden, wenn seine jährliche Ausfallzeit im Bereich weniger Minuten (~99,999 % bzw. AEC-2) oder darunter liegt. Im Englischen spricht man auch von dial-tone availability (‚Wählton-Verfügbarkeit‘), da diese Hochverfügbarkeit für Festnetztelefonie erreicht wird.

### Klassifikation nach 9er System
Üblicherweise wird die Verfügbarkeit als eine Anzahl von Neunen im Zeitraum eines Jahres angegeben. So entspricht beispielsweise eine Verfügbarkeit von 99,99 % („vier Neunen“) einer Stillstandszeit von 52,6 Minuten pro Jahr.
Die folgende Tabelle zeigt die Ausfallzeiten für verschiedene Verfügbarkeitswerte. Zur Berücksichtigung von Schaltjahren wird ein Jahr mit durchschnittlich 365,25 Tagen gerechnet, der Monat entsprechend als 1/12 davon.
| Verfügbarkeit | Ausfallzeit pro Monat              | Ausfallzeit pro Jahr                        |
| ------------- | ---------------------------------- | ------------------------------------------- |
| 99 %          | 438,3 Minuten bzw. 7:18:18 Stunden | 87,7 Stunden bzw. 3 Tage und 15:39:36 h:m:s |
| 99,9 %        | 43:50 Minuten                      | 8:45:58 Stunden                             |
| 99,99 %       | 4:23 Minuten                       | 52:36 Minuten                               |
| 99,999 %      | 26,3 Sekunden                      | 5:16 Minuten                                |
| 99,9999 %     | 2,63 Sekunden                      | 31,6 Sekunden                               |

Die rechnerische Verfügbarkeit bei einer Gesamtausfalldauer von einem Tag pro Jahr würde 99,73 %, von einer Stunde 99,989 %, von einer Minute 99,99981 % betragen. Dies entspricht ungefähr den 3σ-, 4σ-, 5σ- und 6σ-Niveaus der Standardnormalverteilung.

### Verfügbarkeitsklassen nach BSI
Das Bundesamt für Sicherheit in der Informationstechnik verwendet eine Systematik bestehend aus sechs Verfügbarkeitsklassen. Die Verfügbarkeitsklasse VK 0 entspricht keiner zugesicherten Verfügbarkeit, was im „HV-Benchmark kompakt“ auf ~95 % festgelegt wird. VK 1 bis VK 4 entsprechen Verfügbarkeiten von 99 % bis 99,999 %. Somit entsprechen diese Verfügbarkeitsklassen der Anzahl der Neunen in der Prozentangabe minus Eins. Die Verfügbarkeitsklasse VK 5 ist nicht durch ihre Mindestverfügbarkeit definiert, sondern durch die Verfügbarkeit unter extremen Bedingungen, auch bei höherer Gewalt (desaster-tolerant). Die Ausfallzeiten der Verfügbarkeitsklassen sind gerundet angegeben.
| VK   | Bezeichnung                     | Verfügbarkeit | Ausfallzeit pro Jahr |
| ---- | ------------------------------- | ------------- | -------------------- |
| VK 0 | Ohne zugesicherte Verfügbarkeit | ~95 %         | bis zu 438 Stunden   |
| VK 1 | Normale Verfügbarkeit           | 99 %          | bis zu 88 Stunden    |
| VK 2 | Hohe Verfügbarkeit              | 99,9 %        | bis zu 9 Stunden     |
| VK 3 | Sehr hohe Verfügbarkeit         | 99,99 %       | bis zu 53 Minuten    |
| VK 4 | Höchste Verfügbarkeit           | 99,999 %      | bis zu 6 Minuten     |
| VK 5 | Desaster-tolerant               | keine Angabe  | keine Angabe         |

### Availability Environment Classification
Die Harvard Research Group (HRG) teilt Hochverfügbarkeit in ihrer Availability Environment Classification (AEC) in 5 Klassen ein.
| HRG-Klasse | Erklärung |
| ---------- | --- |
| AEC-0      | Funktion kann unterbrochen werden, Datenintegrität ist nicht essenziell |
| AEC-1      | Funktion kann unterbrochen werden, Datenintegrität muss jedoch gewährleistet sein                                                                                              |
| AEC-2      | Funktion darf innerhalb festgelegter Zeiten oder zur Hauptbetriebszeit nur minimal unterbrochen werden                                                                         |
| AEC-3      | Funktion muss innerhalb festgelegter Zeiten oder während der Hauptbetriebszeit ununterbrochen aufrechterhalten werden                                                          |
| AEC-4      | Funktion muss ununterbrochen aufrechterhalten werden, 24/7-Betrieb (24 Stunden, 7 Tage die Woche) muss gewährleistet sein                                                      |
| *          | Jede dieser Klassen kann durch remote Backups um die Fähigkeit „Disaster Recovery“ ergänzt werden. (Schutz vor Gefahren wie Erdbeben, Hochwasser, Vandalismus und Terrorismus) |

### Vereinbarter Zeitraum der Verfügbarkeit
Die Hochverfügbarkeit wird in Unternehmen häufig im Rahmen von Service Level Agreements (SLA) definiert und stellt ein wesentliches Bewertungskriterium für IT-Services dar.
Viele hochverfügbare Systeme müssen 24 Stunden am Tag, 7 Tage die Woche online sein, also das ganze Jahr „rund um die Uhr“. Manche dieser Systeme müssen die Eigenschaft der Hochverfügbarkeit jedoch nur für einen bestimmten Zeitausschnitt haben: Handelssysteme der Deutschen Börse etwa brauchen nachts und an börsenfreien Tagen nicht hochverfügbar zu sein, sondern nur während der Handelszeiten. Die Hochverfügbarkeit bezieht sich bei diesen Systemen damit nur auf die Arbeitstage und/oder die Tageszeit, an denen es benötigt wird.

## Voraussetzungen für hohe Verfügbarkeiten
Generell streben HA-Systeme danach, so genannte Single-Point-of-Failure-Risiken (SPOF) zu eliminieren (ein SPOF ist eine einzelne Komponente, deren Versagen zum Ausfall des gesamten Systems führt).
Ein Hersteller eines hochverfügbaren Systems muss dieses mit folgenden Merkmalen ausstatten:
- Redundanz kritischer Systemkomponenten
- fehlertolerantes und robustes Verhalten des Gesamtsystems

Typische Beispiele für Komponenten, die zum Erreichen einer erhöhten Fehlertoleranz eingesetzt werden, sind unterbrechungsfreie Stromversorgungen (USV; engl. uninterruptible power supply, UPS), mehrfache Netzteile, ECC-Speicher oder der Einsatz von RAID-Systemen. Weiter kommen Techniken zur Serverspiegelung oder auch redundante Cluster zum Einsatz.
Je höher die geforderte Verfügbarkeit ist, desto mehr Aufwand muss der Betreiber investieren in:
- schnell erreichbares Fachpersonal
- Ersatzteilverfügbarkeit
- vorbeugende Wartung
- qualifiziertes Fehlermeldungs- und schnelles Kommunikationssystem

Hochspezialisierte Systeme mit höchsten Verfügbarkeiten sind beispielsweise
- die Continuum Serien von Stratus
- die Integrity NonStop Serien bei HP, die aus der Übernahme von Tandem (1997) sowie der Digital Equipment Corporation (1998) über Compaq hervorgegangen sind
- generell Großrechner, z. B. jene der System z-Serie der Firma IBM
- Fernsprechvermittlungsstellen.